# Abe Reles
Abe Reles ou Abe « Kid Twist » Reles (10 mai 1906 -12 novembre 1941) était un criminel américain de la Yiddish Connection. Il fut sûrement l'un des tueurs à gages les plus redoutés du Syndicat du Crime.

## Jeunesse
Fils d'immigrés juifs d'Autriche, né à Brownsville, un des quartiers de Brooklyn (New York), il grandit au milieu de la pauvreté. Son environnement favorisa son entrée rapide dans le monde du crime. Les histoires des plus fameux gangsters d'origine juive l'inspirèrent dans sa route vers la richesse, la gloire et finalement la destruction.
Physiquement, Abe Reles était petit, mais ses mains, bien que petites, possédaient une grande force. Son arme favorite était un objet peu conventionnel, le pic à glace, et il avait l'habitude de le planter derrière l'oreille de ses victimes, directement dans le cerveau. Reles reçut le surnom de Kid Twist d'un ancien tueur de Manhattan (Max « Kid Twist » Zwerbach). Une autre théorie dit que ce serait le nom de ses bonbons préférés.

## Carrière
Durant la prohibition des années 1920, alors qu'ils n'étaient encore que des adolescents, Reles et son ami Martin Goldstein travaillèrent pour les frères Shapiro, qui dirigeaient le racket dans Brooklyn. Rapidement le duo commença à commettre quelques crimes pour le compte des frères. À cause de l'un d'eux, Reles fut incarcéré deux ans dans la maison de redressement de l'État de New York. L'échec des frères Shapiro à aider leurs employés leur sera fatal par la suite.
À sa sortie de maison de correction, Abe Reles renoua avec Martin Goldstein et avec George Defeo. Ils entrèrent dans le domaine des frères Shapiro : le marché des machines à sous. Grâce aux relations de Defeo, Reles et Goldstein purent entrer en contact et travailler avec le baron du crime, Meyer Lansky qui n'avait alors pas accès aux quartiers les plus pauvres de Brooklyn. Les deux parties étaient alors gagnantes dans cet arrangement : Meyer Lansky s'implantait dans les quartiers de Brownsville, East New York, et Ocean Hill tandis qu'Abes recevait l'appui nécessaire pour ses activités et sa protection.
Les activités autour des machines à sous étant florissantes, Reles et Goldstein, devenus des concurrents furent ajoutés à la liste des hommes à abattre des frères Shapiro. Une nuit, les deux hommes reçurent l'appel d'un « ami » les informant que les frères Shapiro avaient quitté leur repaire d'East New York. Sautant dans leur voiture, en compagnie de Defoe, ils se dirigèrent vers le quartier mais cette information était une ruse. Une fois arrivés au quartier général des frères Shapiro, ils furent accueillis par des coups de feu. Reles et Goldstein furent blessés et Defoe réussit à s'enfuir indemne. Meyer Shapiro, cherchant à « donner une leçon » à Reles, enleva sa petite amie, l'entraîna dans un terrain vague où il la battit et la viola à plusieurs reprises.
Pour laver l'injure, Reles rechercha l'alliance de deux tueurs du Syndicat du crime : Frank Abbandando et Harry Maione. Ces derniers souhaitaient également supprimer les frères Shapiro, afin de récupérer pour leur compte une partie de leurs activités. Après plusieurs tentatives, d'un côté comme de l'autre, le Syndicat du crime parvint à s'emparer d'Irving Shapiro. Reles le traîna du couloir de sa maison jusque dans la rue où il le frappa et finalement lui tira dessus à plusieurs reprises. Deux mois plus tard, Reles retrouva Meyer Shapiro et l'abattit. Il fallut attendre trois années supplémentaire avant que le dernier frère Shapiro, William, soit enlevé dans la rue et conduit dans une des cachettes du gang. Il y fut battu à mort, puis enfermé dans un sac et conduit dans le quartier de Canarsie (Brooklyn) où il fut enterré. Avant que le gang ait eu le temps de finir son travail, un homme les repéra. Après qu'ils eurent quitté les lieux, l'homme commença à creuser et trouva le sac. Le corps de William exhumé, il fut envoyé pour autopsie. Le médecin légiste découvrit que William Shapiro avait du sable dans les poumons : il en conclut que le gang de Reles l'avait enterré vivant.

## Arrestation
En 1940, Reles fut arrêté sur l'ordre du procureur du comté de Kings, William O'Dwyer et inculpé pour de nombreux crimes. Réalisant qu'il risquait la chaise électrique à la prison de Sing Sing, il préféra devenir informateur et voir sa peine commuée. Les éléments qu'il communiqua au procureur le 16 mai 1940 sur l'assassinat d'un propriétaire de magasin de sucreries, Joseph Rosen, furent suffisants pour envoyer son patron, Lepke Buchalter, attendre son jugement à Sing Sing. Lentement mais sûrement, le Syndicat du crime commença à se désagréger alors que William O'Dwyer utilisait les témoignages de Reles pour inculper : Harry Strauss, Emanuel Weiss, Harry Maione, Frank Abbandando, et même l'ami d'enfance de Reles : Martin Goldstein qu'il envoya à « old Sparky », c’est-à-dire la chaise électrique. Bien évidemment, les dirigeants du Syndicat du crime ne furent pas enchantés de la décision de Reles de devenir informateur.
Après toutes ces condamnations, O'Dwyer organisa le procès d'Albert Anastasia, qui avait été le codirecteur des opérations du Syndicat du crime avec Lepke Buchalter. Ce procès avait été en grande partie lancé pour appuyer O'Dwyer dans sa campagne électorale pour les municipales de New York. Ce procès, uniquement basé sur le seul témoignage d'Abe Reles, star du procureur, était prévu pour le 12 novembre 1941.

## Décès
Ce jour-là au petit matin, Reles, pourtant gardé par six enquêteurs de la police trouva mystérieusement la mort en passant par la fenêtre de la chambre 623 du Half Moon Hotel à Coney Island. Il n'a pas pu être déterminé s'il s'en était jeté ou s'il en avait été poussé ou encore s'il avait essayé de s'enfuir. L'angle de l'impact suggère cependant qu'il aurait été défenestré. Il a été dit que Frank Costello aurait payé les enquêteurs surveillant Reles pour que celui-ci ne puisse jamais témoigner.
Selon Lucky Luciano, ce sont les policiers chargés de sa surveillance qui ont été payés par ses soins pour le supprimer : « Reles dormait quand l'un des cognes l'a assommé d'un coup de matraque. Ils s'y sont tous mis pour le soulever et le balancer par la fenêtre ».
À cause de son statut de « délateur » et les circonstances de sa mort, Reles gagna un surnom supplémentaire après sa mort : le canari qui chantait mais ne savait pas voler. Si Anastasia fut relaxé, Buchalter, lui, ne put profiter de sa mort, trop tardive, et fut jugé coupable et condamné à la peine de mort.
Reles est enterré au cimetière du vieux Mont Carmel, Glendale - Queens